# كريس بورتون
كريس بورتون (بالإنجليزية: Chris Burton)‏ هو فارس أسترالي، ولد في 22 نوفمبر 1981 في توومبا في أستراليا.

## وصلات خارجية
- كريس بورتون على موقع الاتحاد الدولي للفروسية (الإنجليزية)
- كريس بورتون على موقع FEI (رابط بديل) (الإنجليزية)
- كريس بورتون على موقع اللجنة الأولمبية الدولية (الإنجليزية)
- كريس بورتون على موقع أوليمبيديا (الإنجليزية)
- كريس بورتون على موقع اللجنة الأولمبية الأسترالية (الإنجليزية)